# Золот
Золот, злот — місцева назва популярної на Буковині наприкінці 17 — в середині 18 ст. срібної турецької монети отузлук, що карбувалася Сулейманом II (1687–91), Агмедом III (1703–30), Мустафою III (1757–74) та Абдул-Гамідом (1774–89) і мала номінал 30 пара. У документах 1700–1770-х рр. є згадки про неї під назвами «Iselotte», «Schlott», «Zolot», «Zlot» (часто з означеннями «волоський» чи «турецький»). В основі назви лежав польський термін «злот», яким у Молдові та Туреччині в середині 17 ст. позначали польські злотові талери, імперські флорини та голландські «ахтенвінтіги», що відповідали 30 грошам. Коли Османська імперія розпочала карбувати для підлеглих слов'янських територій монети, то вона зберегла для них і стандартну кількість дрібних номіналів — 30, а також (згідно з законами поліномінації) відповідну місцеву назву.